# Monestier, Dordogne
Monestier là một xã của Pháp, nằm ở tỉnh Dordogne trong vùng Aquitaine của Pháp.
Monestier có diện tích 17,75 km2, dân số năm 1999 là 332 người.

## Thông tin nhân khẩu
| Năm | 1962 | 1968 | 1975 | 1982 | 1990 | 1999 |
| --- | ---- | ---- | ---- | ---- | ---- | ---- |
| Dân số | 456  | 444  | 355  | 346  | 325  | 332  |
| From the year 1962 on: No double counting—residents of multiple communes (e.g. students and military personnel) are counted only once. |      |      |      |      |      |      |